# Onze-Lieve-Vrouw-van-de-Wijngaardkapel
De Onze-Lieve-Vrouw-van-de-Wijngaardkapel is een niskapel in Herkenbosch in de Nederlandse gemeente Roerdalen. De kapel staat aan de Wijngaardstraat ten noorden van het dorp. Schuin achter de niskapel staat de grotere Onze-Lieve-Vrouw-van-Fatimakapel.
De kapel is gewijd aan de heilige Maria, specifiek aan Onze-Lieve-Vrouw van de Wijngaard.
De kapel is een gemeentelijk monument.

## Geschiedenis
In 1948 werd de kleine niskapel door buurtbewoners gebouwd uit dankbaarheid voor het goed doorkomen van de Tweede Wereldoorlog. Het Mariabeeldje dat in de kapel werd geplaatst was vervaardigd door Atelier St. Joris. De kapel was in eerste instantie vervaardigd van berkenstammen, maar deze gingen binnen enkele jaren rotten en bouwde men een nieuwe kapel van steen.
In 1957 werd schuin achter de niskapel een grotere kapel gebouwd, de Onze-Lieve-Vrouw-van-Fatimakapel.

## Gebouw
De wit geschilderde bakstenen kapel is een niskapel die wordt gedekt door een uitkragend zadeldak met pannen. Het onderste deel bestaat uit een bakstenen kolom die links en rechts schuin uitgemetseld is met daarop dakpannen. Daarboven is de kapel aan drie kanten open en heeft de kapel een achtergevel met ervoor twee kolommen. De openingen in de zijgevels hebben een halve boog en in de voorgevel een rondboog. Aan de voorzijde staat op de dakrand de tekst O.L. vrouw v.d. Wijngaard.
In de nis staat een beeld van Onze-Lieve-Vrouw.